# Португеза (футбольный клуб, Рио-де-Жанейро)
«Атле́тико Португе́за» (порт. Associação Atlética Portuguesa) или просто «Португеза», также известная как «Португеза да И́лья» — бразильская футбольная команда из Рио-де-Жанейро.

## История
Клуб был основан 17 декабря 1924 года группой бизнесменов. Во время поездки в Сан-Паулу они сыграли футбольный матч против «Сантоса». Матч закончился со счётом 1:1. После возвращения в Рио-де-Жанейро они решили официально зарегистрировать свой футбольный клуб. Он был назван в честь «Португезы Сантисты», второго футбольного клуба из Сантуса, поскольку часть основателей команды из Рио были португальцами и симпатизировали «Португезе Сантисте».
В 1969 году они обыграли испанский «Реал Мадрид» в товарищеской игре со счётом 2:1. Одним из наиболее известных игроков того состава был Эскуриньо, который провёл лучшую часть своей карьеры, играя за футбольный клуб «Флуминенсе» (Рио-де-Жанейро) и национальную сборную Бразилии. Бывший президент клуба Антонио Аугусто ди Абреу работал в качестве председателя клуба более 10 лет, но по итогам выборов 2010 года главой клуба стал Жуан Мария ду Регу Гонсалвес.

## Стадион
«Португеза» играет на домашнем стадионе «Лузо Бразилейро», построенном в 1965 году с максимальной вместимостью 30 тыс. человек. Стадион иногда используется двумя клубами из высшего дивизиона — «Фламенго» и «Ботафого».

## Символы
Командным талисманом является зебра.

## Титулы
- Обладатель Кубка Рио (2): 2000, 2016
- Чемпион Второго дивизиона штата Рио-де-Жанейро (3): 1996, 2000, 2003